# Diplazium kawabatae
Diplazium kawabatae är en majbräkenväxtart som beskrevs av Satoru Kurata.
Diplazium kawabatae ingår i släktet Diplazium och familjen Athyriaceae. Inga underarter finns listade i Catalogue of Life.